# 7Q5 papirusz

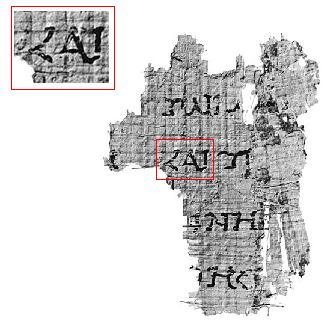
5. töredék a Qumran-közösség 7. barlangjából, Kai szótag

A Holt-tengeri tekercsek közül egy kis görög nyelvű papirusztöredéket 7Q5-nek  neveztek el, melyet a 7-es Qumran-barlangban találtak meg, és az 5-ös sorszámot kapta. Erről  mindenki azt állította, hogy beazonosítható az írás stílusa, és ennek alapján valószínűleg valamikor Kr. e. 50 és Kr. u. 50 között íródott. Ennek a töredéknek a jelentősége Jose O'Callaghan spanyol papirológus érveiből származik 1972-ből, ¿Papiros neotestamentarios en la cueva 7 de Qumrân? ("Újszövetségi papíruszok a 7-es qumrani barlangban?"). Később a német tudós, Carsten Peter Thiede megerősítette és kibővítette munkáját. A korai evangéliumi kézirat? címen publikálta érveit 1982-ben. Állítása szerint a korábban azonosítatlan 7Q5 valójában  Márk evangéliumának töredéke, mely a 6. fejezet, 52–53 versei. A tudósok többségét nem győzte meg O'Callaghan és Thiede azonosítása és mai napig "általánosan elutasított”. Azonban ellentézis nincs.

## O'Callaghan javasolt azonosítása
A Márk 6: 52-53 versének görög szövege. A piros karakterek a 7Q5-ös karakterek, a többi a kiegészített javaslatok:
ου γαρ
συνηκαν ε πι τοις αρτοις,
αλλ ην α υτων η καρδια πεπωρω-
μεν η. και δι απερασαντες [επι την γην]
ηλθον εις γε ννησ αρετ και
προσωρμισ θησα ν. και εξελ-
θοντων αυτων εκ του πλοιου ευθυς
επιγνοντες αυτον.

Nem okultak a kenyerekből,
mert a szívük még kemény volt
Ezek után a túlsó partra átkelve,
Genezáretbe érkeztek és kikötöttek.

## Fordítás
Ez a szócikk részben vagy egészben  a(z)   7Q5 című angol Wikipédia-szócikk ezen változatának fordításán alapul.  Az eredeti cikk szerkesztőit annak laptörténete sorolja fel. Ez a jelzés csupán a megfogalmazás eredetét és a szerzői jogokat jelzi, nem szolgál a cikkben szereplő információk forrásmegjelöléseként.